# Valdanzuelo
Valdanzuelo es una localidad española del municipio de Langa de Duero, perteneciente a la provincia de Soria, en la comunidad autónoma de Castilla y León. Forma parte de la la comarca de las Tierras del Burgo.

## Geografía
Cerca del río Duero, al norte de Valdanzo. 
Se ubica en el valle que enlaza Cenegro con Valdanzo, entre la Cercona y el Monte de Languilla.
Su terreno calizo y el ubicarse en la zona más baja de un terreno con abundantes llanos elevados, montes, cerros y páramos, le dotan de una extraordinaria abundancia de manantiales. La mayoría de ellos en forma de hoya, es decir; pequeños agujeros en el suelo de los que brota el agua. Puede mencionarse "El Manadero", fuente estacional que brota tras periodos especialmente lluviosos y que suele secar rápidamente.
Tiene acceso por la carretera provincial SO-P-4007, que tiene su inicio en Valdanzo en la SO-P-4004.

## Historia
Sebastián Miñano  lo describe a principios del siglo XIX como lugar de señorío en la provincia de Burgos, partido de Aranda de Duero, Comunidad de Villa y Tierra de Ayllón, obispado de Osma, con alcalde pedáneo, 9 vecinos, 43 habitantes; una parroquia que es aneja a la de Valdanzo.
A la caída del Antiguo Régimen la localidad se constituyó en municipio constitucional en la región de Castilla la Vieja que en el censo de 1842 contaba con 10 hogares y 39 vecinos, para posteriormente integrarse en Valdanzo.
A mediados del siglo XIX, el lugar, por entonces perteneciente a Valdanzo, tenía contabilizadas 12 casas. Aparece descrito en el decimoquinto volumen del Diccionario geográfico-estadístico-histórico de España y sus posesiones de Ultramar de Pascual Madoz de la siguiente manera:

VALDANZUELO: ald. del ayunt. de Valdanzo en la prov. de Soria (14 leg.) part. jud. del Burgo (4), aud. terr. y c. g. de Búrgos (22), dióc de Osma (4): sit. en un vallecito: tiene 12 casas; escuela de instruccion primaria frecuentada por 8 alumnos á cargo del sacristan, que percibe por su desempeño 12 fan. de trigo; una fuente de buenas aguas, y una igl. parr. (San Bartolomé). Confina el térm. con los de Valdanzo, Fuentecambron, Cenegró y Valdeperal: el terreno, fertilizado por un pequeño arroyuelo, es de mediana calidad; comprende un pequeño monte encinar, una deh. de pasto y siego y algunos pequeños prados. caminos: los locales. correos: se reciben y despachan en Aillon. prod.: trigo, cebada, centeno, patatas, leñas de combustible y buenos pastos, con los que se mantiene ganado lanar y cabrio; hay caza de liebres y perdices. pobl. 10 vec. 39 alm. cap. imp.: 6,770 rs.
(Madoz, 1849, p. 265)

En la segunda mitad del siglo XX pasó a formar parte, junto con Valdanzo, del municipio de Langa de Duero.

## Demografía
En el año 1981 contaba con 6 habitantes, concentrados en el núcleo principal, pasando a 0 en  2000 y volviendo a tener 6 en 2016.